# Paramenexenus laetus
Paramenexenus laetus är en insektsart som först beskrevs av Kirby 1904.  Paramenexenus laetus ingår i släktet Paramenexenus och familjen Diapheromeridae. Inga underarter finns listade i Catalogue of Life.